# Хигаси-Коэндзи (станция)
Станция Хигаси-Коэндзи (яп. 東高円寺駅 хигаси ко:эндзи эки) — железнодорожная станция на линии Маруноути, расположенная в специальном районе Сугинами в Токио. Станция обозначена номером M-04. Была открыта 18 сентября 1964 года. На станции установлены автоматические платформенные ворота.

## Планировка станции
Две платформы бокового и два пути.
| 1 | ○ Линия Маруноути | Огикубо                     |
| 2 | ○ Линия Маруноути | Синдзюку, Гиндза, Икэбукуро |

## Близлежащие станции
| «           |  | Линия           |  | »          |
| ----------- |  | --------------- |  | ---------- |
| Син-Коэндзи |  | Линия Маруноути |  | Син-Накано |